# كارولي كيس
كارولي كيس هو نقابي ودبلوماسي وسياسي مجري، ولد في 24 سبتمبر 1903 في Bicske ‏ في المجر، وتوفي في 3 ديسمبر 1983 في بودابست في المجر. نشط حزبياً في الحزب الشيوعي المجري ‏. وقد انتخب عضو الجمعية الوطنية المجرية ‏.